# Triglav
O monte Triglav (em alemão:  Terglau, em italiano:  Tricorno) é o ponto mais alto da Eslovénia com 2864 metros de altitude e 2052 m  de proeminência topográfica (é a 11.ª mais proeminente dos Alpes). O seu nome significa, na língua eslovena, três cabeças. Encontra-se representado simbolicamente na bandeira da Eslovénia e no brasão de armas do país. No seu topo encontra-se uma torre, construída em 1895, denominada Aljažev stolp.
É o ponto mais alto dos Alpes Julianos, uma subcordilheira dos Alpes.
Nas suas encostas estende-se o Parque Nacional do Triglav, o único parque nacional da Eslovénia que, com 84 800 hectares, representa 4% do território do país. No seu sopé ficam as fontes do rio Sava (um dos mais importantes afluentes do rio Danúbio), e as do Isonzo que por sua vez desagua no mar Adriático.

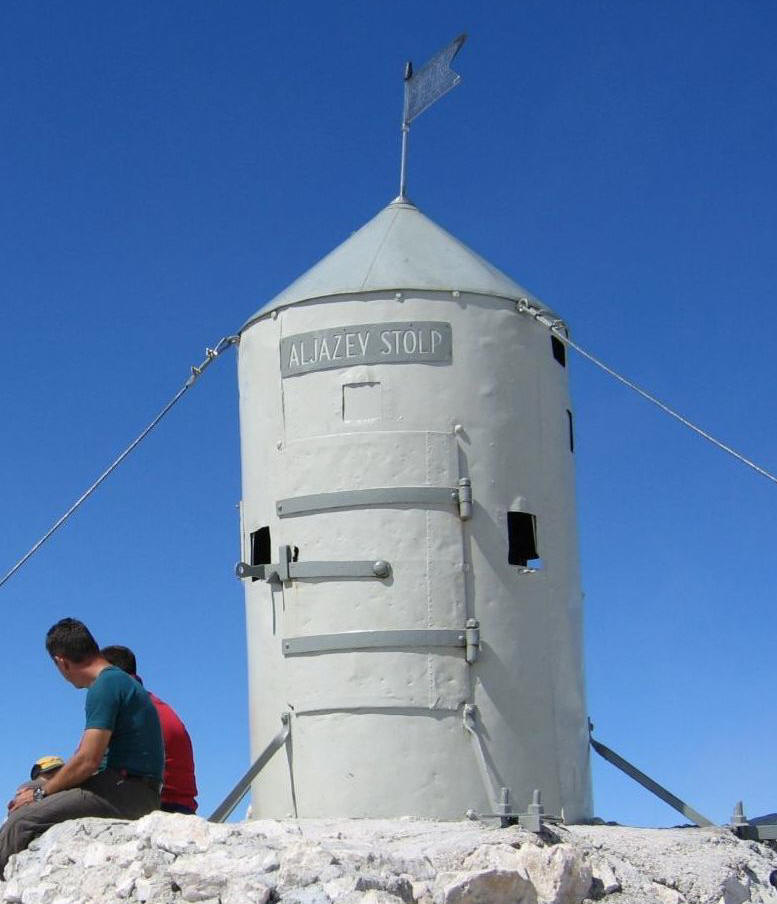
Descanso no cume do Triglav, junto à Aljažev stolp

O Monte Triglav é um dos símbolos nacionais da Eslovénia. Há até um ditado que diz que para se ser um verdadeiro esloveno se tem de o ter escalado.
O nome Triglav apareceu recentemente, pois só a partir de 1840 surgiu ligado ao monte, estando associado ao "renascimento" da identidade eslovena; nos documentos antigos aparece sempre a forma Terglau, Terglou ou Terklou, que permanece ainda em dialeto, do qual a forma "Triglav" é a versão culta ou escrita.

## Classificação SOIUSA
Segundo a definição da SOIUSA, o Triglav está classificado como:
- Grande parte = Alpes Orientais
- Grande setor = Alpes do Sudeste
- Secção = Alpes e Pré-Alpes Julianos
- Subsecção = Alpes Julianos
- supergrupo = Cadeia do Triglav
- Grupo = Grupo do Triglav
- subgrupo = Nó do Triglav
- Código = II/C-34.I-E.8.a